# 費爾維尤公園 (印地安納州)
費爾維尤公園（英語：Fairview Park）是一個位於美國印地安納州弗米利恩縣的城鎮。

## 人口
根據2010年美國人口普查的數據，費爾維尤公園的面積為2.26平方千米，當中陸地面積為2.26平方千米，而水域面積為0.00平方千米。當地共有人口1,386人，而人口密度為每平方千米613人。